# Fond Otakara Motejla
Fond Otakara Motejla založila a spravuje Nadace Open Society Fund Praha. Fond podporuje občanské iniciativy, které dohlížejí na státní správu a upozorňují na její chyby, i ty, které zapojují občany do rozhodování a v partnerství se státní správou vytvářejí v Česku poctivější prostředí (tzv. watchdog organizace). Se souhlasem rodiny nese fond jméno Otakara Motejla, který jako první veřejný ochránce práv výrazně přispěl k obraně principů právního státu v České republice.
Nadace Open Society Fund Praha do Fondu vložila počáteční jmění a získává do něj další finanční prostředky od firemních i soukromých dárců. Fond Otakara Motejla uděluje granty nevládním organizacím i malým občanským sdružením a iniciativám, které:
- sledují činnost veřejných institucí a vyvíjejí tlak na zlepšování jejich práce[2]
- zapojují občany do rozhodovacích procesů
- prosazují protikorupční opatření
- brání svobodný přístup k informacím[3]
- chrání občany v případech, v nichž došlo ke zneužití státní moci

Fond Otakara Motejla také poskytuje institucionální podporu pětici velkých českých nevládních organizací, které se zabývají touto problematikou: Transparency International ČR, Liga lidských práv, Oživení, Ekologický právní servis a Iuridicum Remedium. Podporu z fondu čerpají i investigativní novináři.
Expertní pomoc Fondu Otakara Motejla poskytuje rada složená z významných českých osobností. Členy rady jsou Kateřina Kulíšková, dcera Otakara Motejla, Vladimíra Dvořáková, přední česká politoložka, vedoucí katedry politologie na Fakultě mezinárodních vztahů VŠE a předsedkyně Akreditační komise ČR, a Šimon Pánek, ředitel největší české nevládní organizace Člověk v tísni.